# Roberto Dias Branco
Roberto Dias Branco (São Paulo, 7 de janeiro de 1943 — São Paulo, 26 de setembro de 2007), ou simplesmente Dias, foi um futebolista brasileiro, bicampeão paulista de 1970 e 1971 pelo São Paulo, clube do qual é um dos maiores ídolos. Esteve entre os pré-convocados para a Seleção Brasileira de Futebol que disputou a Copa do Mundo de 1966.

## Carreira
Roberto Dias começou a jogar futebol nos juvenis do próprio São Paulo, aos 16 anos. Dias sempre foi a imagem do jogador técnico. Foi o grande craque do time nos anos 1960, porém sem conquistar nenhum título, pois a preocupação era a construção do Morumbi. Os torcedores iam a campo para vê-lo, tamanha a intimidade que tinha com a bola. A saída do goleiro era através de Dias, que colocava a bola em qualquer lugar do campo. Dava chapéus, inclusive em Pelé. O próprio Pelé, aliás, reconhecia a dificuldade de superar a marcação de Dias, jogador habilidoso e técnico, sem dúvida um dos maiores que o São Paulo já teve. Era exímio cobrador de faltas.
Em 1967 foi eleito "Atleta do Ano". Nesse mesmo ano, marcou um gol histórico contra o Fluminense, do Rio de Janeiro: jogando como meio-volante, entrou em diagonal na intermediária adversária e, como recebeu um passe em suas costas, tocou de calcanhar, dando um chapéu em um defensor adversário e, sem deixar a pelota cair, fuzilou a meta do goleiro fluminense.
Em 1970, conquistou seu primeiro título paulista atuando ao lado de Gérson e Toninho, entre outros. Pouco depois, em 29 de novembro, foi obrigado a ficar afastado dos campos de futebol, vítima de uma complicação cardíaca, inicialmente divulgada como "bronquite" e "tratamento de torcicolo". Uma versão dá conta de que uma bolada no pescoço deixou uma de suas coronárias entupida, mas é desmentida por especialistas. Passou quase dois anos parado — embora fizesse parte do elenco que ganhou o Campeonato Paulista de 1971, disputou apenas uma partida naquele ano, pelo Campeonato Brasileiro.
Depois de 523 jogos pelo São Paulo (o quinto jogador que mais atuou pela equipe e o terceiro em anos de permanência no clube), ganhou passe livre em 26 de setembro de 1973, apesar de a diretoria ter passado algum tempo negando essa possibilidade. "Isso [o passe livre] seria um castigo, e ele merece um prêmio", dizia o diretor de futebol José Douglas Dallora em agosto. O jogador lamentava ir embora: "Encerrar a carreira aqui seria bom, mas não posso fazer nada." Depois de uma passagem rápida pelo CEUB, de Brasília, que defendeu no Campeonato Brasileiro de 1973, foi para o Jalisco, de Guadalajara, México, clube que defendeu por três anos, ganhando ainda o prêmio de melhor atleta estrangeiro de 1974. Ao voltar ao Brasil, ainda defendeu o Dom Bosco, do Mato Grosso, no Campeonato Brasileiro de 1978, e o Nacional, de São Paulo, até se aposentar, no fim da temporada.
Em 1987, foi convidado para ser instrutor de futebol para sócios do clube. Em 25 de setembro de 2007, sofreu uma parada cardiorrespiratória ao tomar banho. Levado ao Hospital das Clínicas, não resistiu e faleceu no dia seguinte. No dia de sua morte, o São Paulo atuou contra o Boca Juniors, da Argentina, com tarjas pretas no braço esquerdo das camisas.

## Seleção Brasileira
Dias estreou na Seleção Brasileira olímpica durante as Olimpíadas de 1960, em Roma, quando formou o meio-de-campo com Gérson. Na Seleção principal, estreou em 30 de maio de 1964, em uma vitória por 3 a 2 sobre a França. Ao longo de sua carreira, defendeu a Seleção por 25 vezes, com 13 vitórias, 8 empates e 4 derrotas. Em 1964, durante partida contra a Inglaterra no Maracanã, marcou um gol de falta no final da goleada por 5 a 1, enquanto Pelé e Gérson, os batedores "oficiais", discutiam quem cobraria. "Me meti no meio deles", contava, "e, quando menos esperavam, chutei e fiz o gol. Ninguém falou nada. Só que se eu tivesse errado…"
Esteve ainda entre os 47 convocados para treinamentos da Seleção em Serra Negra e Caxambu, como preparativos para a Copa do Mundo de 1966, mas acabou ficando de fora da lista final e não foi à Inglaterra. Esse fato o abateu bastante, e ele mesmo admitiu que ficou abalado psicologicamente por algum tempo.